# Praesos
Praesos là một chi bướm đêm thuộc họ Geometridae.